# Paulo César Peréio
Paulo César Peréio, all'anagrafe Paulo César de Campos Velho (Alegrete, 19 ottobre 1940 – Rio de Janeiro, 12 maggio 2024), è stato un attore e doppiatore brasiliano.

## Biografia
Prese parte a oltre 100 film, in una carriera artistica durata più di 50 anni.
Il suo esordio cinematografico fu nel film I fucili (1964) del regista Ruy Guerra, tuttavia il primo riconoscimento sul grande schermo arrivò nel 1976 per il film As Aventuras Amorosas de Um Padeiro (The Amorous Adventures of a Baker), per la cui interpretazione ricevette il Kikito come miglior attore non protagonista al Festival del Cinema di Gramado.
Nel 1979, accreditato come Paolo Cesar Pereio, fu il principale interprete del film italiano Una notte di pioggia del regista Romeo Costantini, distribuito però solo nel 1986 con il nuovo titolo L'uomo della guerra possibile.
Nel 2003 risultò vincitore al Festival de Brasilia quale miglior attore protagonista per il film Harmada.
Fu attivo altresì nel doppiaggio, venendo impiegato spesso come narratore, anche in spot televisivi. Tuttavia, in alcuni dei film interpretati, egli stesso venne doppiato da Cecil Thiré.
Visse dal 2020 nel Retiro dos Artistas a Rio de Janeiro. Morì a Rio de Janeiro il 12 maggio 2024 all'età di 83 anni per una malattia epatica.

## Vita privata
Fu sposato tre volte. Dal primo matrimonio nacque una figlia. In seconde nozze Peréio sposò la collega Cissa Guimarães, che gli diede due figli. Con la terza moglie ebbe l'ultimogenito.
Fu un ateo e un anticlericale, tanto che più volte affermò di non amare la statua del Cristo Redentore.

## Filmografia parziale

### Cinema
- I fucili, regia di Ruy Guerra (1964)
- O Bravo Guerreiro (The Brave Warrior), regia di Gustavo Dahl (1968)
- Ogni nudità sarà proibita, regia di Arnaldo Jabor (1973)
- Iracema: Uma Transa Amazônica, regia di Jorge Bodanzky e Orlando Senna (1974)
- As Aventuras Amorosas de Um Padeiro (The Amorous Adventures of a Baker), regia di Waldir Onofre (1975)
- A Queda, regia di Ruy Guerra e Nelson Xavier (1976)
- Lucio Flavio, il passeggero dell'agonia (Flávio, o Passageiro da Agonia), regia di Hector Babenco (1977)
- Tudo Bem, regia di Arnaldo Jabor (1978)
- L'inquieta (A Dama do Lotação), regia di Neville de Almeida (1978)
- L'uomo della guerra possibile (Una notte di pioggia), regia di Romeo Costantini (1986)
- Running Out of Luck, regia di Julien Temple (1987)
- Barrela: Escola de Crimes, regia di Marco Antonio Cury (1990)
- Harmada, regia di Maurice Capovilla (2003)
- Árido Movie, regia di Lírio Ferreira (2005)
- Anita e Garibaldi, regia di Alberto Rondalli (2013)
- Nova Amsterdam, regia di Edson Soares do Nascimento (2016)

### Televisione
- Gabriela (1975) - telenovela
- Partido Alto (1984) - telenovela
- Presença de Anita (2001) – miniserie
- Duas caras (2007-2008) – telenovela
- Magnifica 70, regia di (2015–2018) – telefilm